# Campeonato de Tercera División 1959 (Argentina)
El Campeonato de Tercera División 1959 fue la novena temporada del certamen de la cuarta categoría del fútbol argentino. Se disputó entre el 2 de mayo y el 8 de diciembre de 1959.
Los nuevos participantes fueron J.J. Urquiza, descendido de la Segunda División 1958, ACIA, Defensores de Almagro y Centro Español, que se afiliaron ese año a la Asociación del Fútbol Argentino.
El certamen consagró campeón por primera vez a Defensores de Cambaceres, que obtuvo el único ascenso de la temporada

## Ascensos y descensos
| Pos. | Ascendido de la Tercera División 1958 |
| ---- | ------------------------------------- |
| 1º   | Deportivo Español                     |

| Pos. | Descendido de la Segunda División 1958 |
| ---- | -------------------------------------- |
| 18º  | J.J. Urquiza                           |

| \| Equipos Afiliados \| \| --------------------- \| \| ACIA \| \| Defensores de Almagro \| \| Centro Español \| |
| Equipos Afiliados                                                                                               |
| ACIA |
| Defensores de Almagro                                                                                           |
| Centro Español                                                                                                  |

## Formato
Los equipos se enfrentaron bajo el sistema de todos contra todos a dos ruedas. El equipo con mayor puntaje se consagró campeón y obtuvo el ascenso.
No hubo otros ascensos ni desafiliaciones.

## Equipos participantes
| Equipo                   | Ciudad          | Estadio                 |
| ------------------------ | --------------- | ----------------------- |
| 9 de Julio               | Merlo           | No posee                |
| ACIA                     | Buenos Aires    | No posee                |
| Arsenal (L)              | Llavallol       | Arsenal de Llavallol    |
| Central Argentino        | San Martín      | Central Argentino       |
| Centro Español           | Villa Sarmiento | Pepirí y Arana          |
| Defensores de Almagro    | Buenos Aires    | Mitre y Ocampo          |
| Defensores de Cambaceres | Ensenada        | Rivadavia y Quintana    |
| General Lamadrid         | Buenos Aires    | General Lamadrid        |
| J.J. Urquiza             | Caseros         | Kelsey y Bonifacini     |
| Juventud de Bernal       | Bernal          | Caseros y Almafuerte    |
| Juventud Unida           | San Miguel      | León Gallardo y Salerno |
| La Paternal              | Buenos Aires    | No posee                |
| Macabi                   | Buenos Aires    | No posee                |
| Muñiz                    | Muñiz           | Charlone y San Lorenzo  |
| Pilar                    | Pilar           | San Juan y Córdoba      |
| Porteño AC               | Gral. Rodríguez | Whelan y Sarmiento      |

|  |

### Distribución geográfica de los equipos
| Región                                   | Cant. | Equipos |
| ---------------------------------------- | ----- | --- |
| Conurbano bonaerense                     | 8     | 9 de Julio, Arsenal (L), Central Argentino, Centro Español, J.J. Urquiza, Juventud de Bernal, Juventud Unida, Muñiz y Pilar |
| Ciudad de Buenos Aires                   | 5     | ACIA, Defensores de Almagro, General Lamadrid, La Paternal y Macabi                                                         |
| Gran La Plata                            | 1     | Defensores de Cambaceres |
| Interior de la provincia de Buenos Aires | 1     | Porteño AC |

## Tabla de posiciones
| Pos. | Equipo                   | Pts. | PJ | PG | PE | PP | GF  | GC  | Dif. |
| ---- | ------------------------ | ---- | -- | -- | -- | -- | --- | --- | ---- |
| 1.º  | Defensores de Cambaceres | 50   | 28 | 24 | 2  | 2  | 111 | 32  | 79   |
| 2.º  | Sportivo Italiano        | 39   | 27 | 15 | 9  | 3  | 76  | 34  | 42   |
| 3.º  | Defensores de Almagro    | 38   | 28 | 15 | 8  | 5  | 66  | 40  | 26   |
| 4.º  | Juventud Unida           | 37   | 28 | 16 | 5  | 7  | 76  | 54  | 22   |
| 5.º  | J.J. Urquiza             | 36   | 28 | 14 | 8  | 6  | 67  | 43  | 24   |
| 6.º  | General Lamadrid         | 32   | 28 | 12 | 8  | 8  | 65  | 53  | 12   |
| 7.º  | Juventud de Bernal       | 29   | 28 | 11 | 7  | 10 | 63  | 58  | 5    |
| 8.º  | Centro Español           | 25   | 27 | 11 | 3  | 13 | 53  | 50  | 3    |
| 9.º  | 9 de Julio               | 24   | 28 | 9  | 6  | 13 | 49  | 60  | −11  |
| 10.º | Porteño AC               | 24   | 28 | 9  | 6  | 13 | 46  | 64  | −18  |
| 11.º | Central Argentino        | 19   | 28 | 7  | 5  | 16 | 51  | 80  | −29  |
| 12.º | Pilar                    | 17   | 27 | 7  | 5  | 15 | 43  | 79  | −36  |
| 13.º | Muñiz                    | 15   | 28 | 5  | 5  | 18 | 52  | 77  | −25  |
| 14.º | Macabi                   | 15   | 27 | 7  | 1  | 19 | 60  | 105 | −45  |
| 15.º | La Paternal              | 14   | 28 | 5  | 4  | 19 | 48  | 97  | −49  |

|  | Se consagró campeón y ascendió a la Primera C |

## Resultados
| Centro Español    | 0 - 1 | La Paternal              | Pepirí y Arana         | 16 de mayo |
| 9 de Julio        | 2 - 2 | Defensores de Almagro    | Gaona y General Paz    | 16 de mayo |
| General Lamadrid  | 2 - 0 | Juventud Unida           | General Lamadrid       | 16 de mayo |
| Muñiz             | 5 - 3 | Macabi                   | Charlone y San Lorenzo | 16 de mayo |
| Pilar             | 2 - 1 | Juventud de Bernal       | San Juan y Córdoba     | 16 de mayo |
| Central Argentino | 2 - 3 | Defensores de Cambaceres | Central Argentino      | 16 de mayo |
| J.J. Urquiza      | 1 - 1 | ACIA                     | Kelsey y Bonifacini    | 16 de mayo |

| J.J. Urquiza             | 3 - 0 | Centro Español    | Kelsey y Bonifacini         | 23 de mayo |
| ACIA                     | 7 - 2 | Central Argentino | Juan Pasquale               | 23 de mayo |
| Defensores de Cambaceres | 4 - 1 | Pilar             | Camino Rivadavia y Quintana | 23 de mayo |
| Juventud de Bernal       | 1 - 1 | Muñiz             | Caseros y Almafuerte        | 23 de mayo |
| Macabi                   | 1 - 3 | General Lamadrid  | Central Argentino           | 23 de mayo |
| Porteño AC               | 2 - 1 | 9 de Julio        | Whelan y Sarmiento          | 23 de mayo |
| Defensores de Almagro    | 2 - 1 | La Paternal       | Pampa y Miñones             | 23 de mayo |

| Centro Español    | 4 - 0 | Defensores de Almagro    | Pepirí y Arana         | 30 de mayo |
| La Paternal       | 3 - 2 | Porteño AC               | Kelsey y Bonifacini    | 30 de mayo |
| 9 de Julio        | 0 - 1 | Juventud Unida           | Nueva Chicago          | 30 de mayo |
| General Lamadrid  | 2 - 2 | Juventud de Bernal       | General Lamadrid       | 30 de mayo |
| Muñiz             | 1 - 2 | Defensores de Cambaceres | Charlone y San Lorenzo | 30 de mayo |
| Pilar             | 1 - 1 | ACIA                     | San Juan y Córdoba     | 30 de mayo |
| Central Argentino | 2 - 2 | J.J. Urquiza             | Central Argentino      | 30 de mayo |

| Central Argentino        | 2 - 2 | Centro Español        | Central Argentino           | 6 de junio |
| J.J. Urquiza             | 0 - 0 | Pilar                 | Kelsey y Bonifacini         | 6 de junio |
| ACIA                     | 6 - 0 | Muñiz                 | Juan Pasquale               | 6 de junio |
| Defensores de Cambaceres | 3 - 1 | General Lamadrid      | Camino Rivadavia y Quintana | 6 de junio |
| Macabi                   | 3 - 1 | 9 de Julio            | General Lamadrid            | 6 de junio |
| Juventud Unida           | 4 - 2 | La Paternal           | Charlone y San Lorenzo      | 6 de junio |
| Porteño AC               | 0 - 3 | Defensores de Almagro | Whelan y Sarmiento          | 6 de junio |

| Centro Español        | 2 - 1 | Porteño AC         | Pepirí y Arana         | 13 de junio |
| Defensores de Almagro | 3 - 0 | Juventud Unida     | Mitre y Ocampo         | 13 de junio |
| La Paternal           | 0 - 6 | Macabi             | Kelsey y Bonifacini    | 13 de junio |
| 9 de Julio            | 1 - 3 | Juventud de Bernal | All Boys               | 13 de junio |
| General Lamadrid      | 0 - 0 | ACIA               | General Lamadrid       | 13 de junio |
| Muñiz                 | 1 - 3 | J.J. Urquiza       | Charlone y San Lorenzo | 13 de junio |
| Pilar                 | 0 - 2 | Central Argentino  | San Juan y Córdoba     | 13 de junio |

| Pilar                    | 0 - 4 | Centro Español        | San Juan y Córdoba          | 27 de junio |
| Central Argentino        | 3 - 2 | Muñiz                 | Central Argentino           | 27 de junio |
| J.J. Urquiza             | 4 - 2 | General Lamadrid      | Kelsey y Bonifacini         | 27 de junio |
| Defensores de Cambaceres | 6 - 1 | 9 de Julio            | Camino Rivadavia y Quintana | 27 de junio |
| Juventud de Bernal       | 2 - 1 | La Paternal           | Caseros y Almafuerte        | 27 de junio |
| Macabi                   | 1 - 4 | Defensores de Almagro | General Lamadrid            | 27 de junio |
| Juventud Unida           | 1 - 2 | Porteño AC            | Charlone y San Lorenzo      | 27 de junio |

| Centro Español        | 1 - 2 | Juventud Unida           | Pepirí y Arana         | 4 de julio |
| Porteño AC            | 1 - 3 | Macabi                   | Whelan y Sarmiento     | 4 de julio |
| Defensores de Almagro | 3 - 1 | Juventud de Bernal       | Mitre y Ocampo         | 4 de julio |
| La Paternal           | 1 - 6 | Defensores de Cambaceres | Kelsey y Bonifacini    | 4 de julio |
| 9 de Julio            | 0 - 1 | ACIA                     | Pampa y Miñones        | 4 de julio |
| General Lamadrid      | 2 - 0 | Central Argentino        | General Lamadrid       | 4 de julio |
| Muñiz                 | 2 - 4 | Pilar                    | Charlone y San Lorenzo | 4 de julio |

| Muñiz                    | 3 - 4 | Centro Español        | Charlone y San Lorenzo      | 11 de julio |
| Pilar                    | 2 - 1 | General Lamadrid      | San Juan y Córdoba          | 11 de julio |
| J.J. Urquiza             | 3 - 1 | 9 de Julio            | Kelsey y Bonifacini         | 11 de julio |
| ACIA                     | 4 - 0 | La Paternal           | Pampa y Miñones             | 11 de julio |
| Defensores de Cambaceres | 2 - 0 | Defensores de Almagro | Camino Rivadavia y Quintana | 11 de julio |
| Juventud de Bernal       | 1 - 4 | Porteño AC            | Caseros y Almafuerte        | 11 de julio |
| Macabi                   | 5 - 1 | Juventud Unida        | General Lamadrid            | 11 de julio |

| Centro Español        | 1 - 1 | Macabi                   | Pepirí y Arana             | 25 de julio |
| Juventud Unida        | 5 - 2 | Juventud de Bernal       | Charlone y San Lorenzo     | 25 de julio |
| Porteño AC            | 2 - 5 | Defensores de Cambaceres | Whelan y Sarmiento         | 25 de julio |
| Defensores de Almagro | 1 - 1 | ACIA                     | Timote y Castro            | 25 de julio |
| La Paternal           | 0 - 5 | J.J. Urquiza             | Charlone y San Lorenzo     | 25 de julio |
| 9 de Julio            | 4 - 2 | Central Argentino        | La Roche y Almirante Brown | 25 de julio |
| General Lamadrid      | 2 - 1 | Muñiz                    | General Lamadrid           | 25 de julio |

| General Lamadrid         | 3 - 2 | Centro Español        | General Lamadrid            | 1 de agosto |
| Pilar                    | 3 - 5 | 9 de Julio            | San Juan y Córdoba          | 1 de agosto |
| Central Argentino        | 3 - 1 | La Paternal           | Central Argentino           | 1 de agosto |
| J.J. Urquiza             | 3 - 0 | Defensores de Almagro | Kelsey y Bonifacini         | 1 de agosto |
| ACIA                     | 2 - 1 | Porteño AC            | Pampa y Miñones             | 1 de agosto |
| Defensores de Cambaceres | 5 - 1 | Juventud Unida        | Camino Rivadavia y Quintana | 1 de agosto |
| Juventud de Bernal       | 4 - 2 | Macabi                | Caseros y Almafuerte        | 1 de agosto |

| Centro Español        | 1 - 5 | Juventud de Bernal       | Pepirí y Arana             | 8 de agosto |
| Macabi                | 1 - 0 | Defensores de Cambaceres | General Lamadrid           | 8 de agosto |
| Juventud Unida        | 1 - 1 | ACIA                     | Charlone y San Lorenzo     | 8 de agosto |
| Porteño AC            | 2 - 0 | J.J. Urquiza             | Whelan y Sarmiento         | 8 de agosto |
| Defensores de Almagro | 2 - 1 | Central Argentino        | Mitre y Ocampo             | 8 de agosto |
| La Paternal           | 2 - 3 | Pilar                    | Kelsey y Bonifacini        | 8 de agosto |
| 9 de Julio            | 3 - 1 | Muñiz                    | La Roche y Almirante Brown | 8 de agosto |

| General Lamadrid         | 1 - 1 | 9 de Julio            | General Lamadrid            | 15 de agosto |
| Muñiz                    | 1 - 1 | La Paternal           | Charlone y San Lorenzo      | 15 de agosto |
| Pilar                    | 0 - 3 | Defensores de Almagro | San Juan y Córdoba          | 15 de agosto |
| Central Argentino        | 1 - 1 | Porteño AC            | Central Argentino           | 15 de agosto |
| J.J. Urquiza             | 2 - 2 | Juventud Unida        | Kelsey y Bonifacini         | 15 de agosto |
| ACIA                     | 7 - 1 | Macabi                | Juan Pasquale               | 15 de agosto |
| Defensores de Cambaceres | 4 - 1 | Juventud de Bernal    | Camino Rivadavia y Quintana | 15 de agosto |

| Centro Español        | 1 - 2 | Defensores de Cambaceres | Pepirí y Arana         | 17 de agosto |
| Juventud de Bernal    | 1 - 0 | ACIA                     | Caseros y Almafuerte   | 17 de agosto |
| Macabi                | 1 - 0 | J.J. Urquiza             | General Lamadrid       | 17 de agosto |
| Juventud Unida        | 4 - 2 | Central Argentino        | Charlone y San Lorenzo | 17 de agosto |
| Porteño AC            | 2 - 0 | Pilar                    | Whelan y Sarmiento     | 17 de agosto |
| Defensores de Almagro | 4 - 1 | Muñiz                    | Mitre y Ocampo         | 17 de agosto |
| La Paternal           | 3 - 4 | General Lamadrid         | Kelsey y Bonifacini    | 17 de agosto |

| 9 de Julio        | 1 - 0 | Centro Español           | Villa Sahores          | 22 de agosto |
| General Lamadrid  | 2 - 1 | Defensores de Almagro    | General Lamadrid       | 22 de agosto |
| Muñiz             | 1 - 1 | Porteño AC               | Charlone y San Lorenzo | 22 de agosto |
| Pilar             | 1 - 3 | Juventud Unida           | San Juan y Córdoba     | 22 de agosto |
| Central Argentino | 5 - 3 | Macabi                   | Central Argentino      | 22 de agosto |
| J.J. Urquiza      | 8 - 3 | Juventud de Bernal       | Kelsey y Bonifacini    | 22 de agosto |
| ACIA              | 1 - 2 | Defensores de Cambaceres | Juan Pasquale          | 22 de agosto |

| Centro Español           | 1 - 2 | ACIA              | Pepirí y Arana              | 29 de agosto |
| Defensores de Cambaceres | 3 - 1 | J.J. Urquiza      | Camino Rivadavia y Quintana | 29 de agosto |
| Juventud de Bernal       | 1 - 1 | Central Argentino | Caseros y Almafuerte        | 29 de agosto |
| Macabi                   | 1 - 2 | Pilar             | General Lamadrid            | 29 de agosto |
| Juventud Unida           | 2 - 2 | Muñiz             | Charlone y San Lorenzo      | 29 de agosto |
| Porteño AC               | 3 - 2 | General Lamadrid  | Whelan y Sarmiento          | 29 de agosto |
| La Paternal              | 2 - 5 | 9 de Julio        | Kelsey y Bonifacini         | 29 de agosto |

| La Paternal              | 0 - 5 | Centro Español    | Malaver y Posadas           | 5 de septiembre |
| Defensores de Almagro    | 1 - 4 | 9 de Julio        | Mitre y Ocampo              | 5 de septiembre |
| Juventud Unida           | 5 - 3 | General Lamadrid  | Charlone y San Lorenzo      | 5 de septiembre |
| Macabi                   | 1 - 6 | Muñiz             | General Lamadrid            | 5 de septiembre |
| Juventud de Bernal       | 5 - 2 | Pilar             | Caseros y Almafuerte        | 5 de septiembre |
| Defensores de Cambaceres | 9 - 2 | Central Argentino | Camino Rivadavia y Quintana | 5 de septiembre |
| ACIA                     | 6 - 1 | J.J. Urquiza      | Juan Pasquale               | 5 de septiembre |

| Centro Español    | 2 - 2 | J.J. Urquiza             | Pepirí y Arana         | 12 de septiembre |
| Central Argentino | 0 - 3 | ACIA                     | Central Argentino      | 12 de septiembre |
| Pilar             | 1 - 7 | Defensores de Cambaceres | San Juan y Córdoba     | 12 de septiembre |
| Muñiz             | 2 - 0 | Juventud de Bernal       | Charlone y San Lorenzo | 12 de septiembre |
| General Lamadrid  | 3 - 1 | Macabi                   | General Lamadrid       | 12 de septiembre |
| 9 de Julio        | 0 - 0 | Porteño AC               | Nueva Chicago          | 12 de septiembre |
| La Paternal       | 3 - 3 | Defensores de Almagro    | Kelsey y Bonifacini    | 12 de septiembre |

| Defensores de Almagro    | 3 - 1 | Centro Español    | Mitre y Ocampo              | 19 de septiembre |
| Porteño AC               | 3 - 2 | La Paternal       | Whelan y Sarmiento          | 19 de septiembre |
| Juventud Unida           | 5 - 1 | 9 de Julio        | Charlone y San Lorenzo      | 19 de septiembre |
| Juventud de Bernal       | 1 - 1 | General Lamadrid  | Caseros y Almafuerte        | 19 de septiembre |
| Defensores de Cambaceres | 2 - 0 | Muñiz             | Camino Rivadavia y Quintana | 19 de septiembre |
| ACIA                     | 9 - 0 | Pilar             | Juan Pasquale               | 19 de septiembre |
| J.J. Urquiza             | 5 - 3 | Central Argentino | Kelsey y Bonifacini         | 19 de septiembre |

| Centro Español        | 1 - 0 | Central Argentino        | Pepirí y Arana         | 26 de septiembre |
| Pilar                 | 1 - 1 | J.J. Urquiza             | San Juan y Córdoba     | 26 de septiembre |
| Muñiz                 | 0 - 2 | ACIA                     | Charlone y San Lorenzo | 26 de septiembre |
| General Lamadrid      | 2 - 2 | Defensores de Cambaceres | General Lamadrid       | 26 de septiembre |
| 9 de Julio            | 4 - 3 | Macabi                   | De Los Inmigrantes     | 26 de septiembre |
| La Paternal           | 1 - 3 | Juventud Unida           | Kelsey y Bonifacini    | 26 de septiembre |
| Defensores de Almagro | 0 - 0 | Porteño AC               | Mitre y Ocampo         | 26 de septiembre |

| Porteño AC         | 1 - 2 | Centro Español        | Whelan y Sarmiento     | 3 de octubre    |
| Juventud Unida     | 2 - 2 | Defensores de Almagro | Charlone y San Lorenzo | 3 de octubre    |
| Juventud de Bernal | 2 - 2 | 9 de Julio            | Caseros y Almafuerte   | 3 de octubre    |
| ACIA               | 3 - 3 | General Lamadrid      | Juan Pasquale          | 3 de octubre    |
| J.J. Urquiza       | 3 - 1 | Muñiz                 | Kelsey y Bonifacini    | 3 de octubre    |
| Central Argentino  | 1 - 0 | Pilar                 | Central Argentino      | 3 de octubre    |
| Macabi             | 2 - 4 | La Paternal           | General Lamadrid       | 12 de diciembre |

| Muñiz                 | 2 - 1   | Central Argentino        | Charlone y San Lorenzo | 12 de octubre   |
| General Lamadrid      | 2 - 1   | J.J. Urquiza             | General Lamadrid       | 12 de octubre   |
| 9 de Julio            | 1 - 4   | Defensores de Cambaceres | Chacarita Juniors      | 12 de octubre   |
| La Paternal           | 1 - 4   | Juventud de Bernal       | Kelsey y Bonifacini    | 12 de octubre   |
| Porteño AC            | 1 - 2   | Juventud Unida           | Whelan y Sarmiento     | 12 de octubre   |
| Centro Español        | GP - PP | Pilar                    | Pepirí y Arana         | 12 de octubre   |
| Defensores de Almagro | 9 - 0   | Macabi                   | Mitre y Ocampo         | 19 de diciembre |

| Juventud Unida           | 5 - 4  | Centro Español        | Charlone y San Lorenzo      | 17 de octubre |
| Macabi                   | 4 - 1  | Porteño AC            | General Lamadrid            | 17 de octubre |
| Juventud de Bernal       | 3 - 3  | Defensores de Almagro | Caseros y Almafuerte        | 17 de octubre |
| Defensores de Cambaceres | 10 - 1 | La Paternal           | Camino Rivadavia y Quintana | 17 de octubre |
| ACIA                     | 4 - 1  | 9 de Julio            | Guido y Spano               | 17 de octubre |
| Central Argentino        | 1 - 8  | General Lamadrid      | Central Argentino           | 17 de octubre |
| Pilar                    | 1 - 1  | Muñiz                 | San Juan y Córdoba          | 17 de octubre |

| Centro Español        | 5 - 3 | Muñiz                    | Pepirí y Arana             | 24 de octubre |
| General Lamadrid      | 6 - 0 | Pilar                    | General Lamadrid           | 24 de octubre |
| 9 de Julio            | 0 - 1 | J.J. Urquiza             | La Roche y Almirante Brown | 24 de octubre |
| La Paternal           | 1 - 5 | ACIA                     | Kelsey y Bonifacini        | 24 de octubre |
| Defensores de Almagro | 1 - 0 | Defensores de Cambaceres | Mitre y Ocampo             | 24 de octubre |
| Porteño AC            | 0 - 3 | Juventud de Bernal       | Whelan y Sarmiento         | 24 de octubre |
| Juventud Unida        | 7 - 2 | Macabi                   | Charlone y San Lorenzo     | 24 de octubre |

| Macabi                   | 3 - 4 | Centro Español        | General Lamadrid            | 31 de octubre |
| Juventud de Bernal       | 1 - 3 | Juventud Unida        | Caseros y Almafuerte        | 31 de octubre |
| Defensores de Cambaceres | 9 - 2 | Porteño AC            | Camino Rivadavia y Quintana | 31 de octubre |
| ACIA                     | 1 - 1 | Defensores de Almagro | Juan Pasquale               | 31 de octubre |
| J.J. Urquiza             | 4 - 2 | La Paternal           | Kelsey y Bonifacini         | 31 de octubre |
| Central Argentino        | 1 - 2 | 9 de Julio            | Central Argentino           | 31 de octubre |
| Muñiz                    | 2 - 3 | General Lamadrid      | Charlone y San Lorenzo      | 31 de octubre |

| Centro Español        | 2 - 0 | General Lamadrid         | Pepirí y Arana             | 7 de noviembre |
| 9 de Julio            | 1 - 2 | Pilar                    | La Roche y Almirante Brown | 7 de noviembre |
| La Paternal           | 1 - 2 | Central Argentino        | Kelsey y Bonifacini        | 7 de noviembre |
| Defensores de Almagro | 2 - 1 | J.J. Urquiza             | Mitre y Ocampo             | 7 de noviembre |
| Porteño AC            | 3 - 3 | ACIA                     | Whelan y Sarmiento         | 7 de noviembre |
| Juventud Unida        | 0 - 1 | Defensores de Cambaceres | Charlone y San Lorenzo     | 7 de noviembre |
| Macabi                | 0 - 6 | Juventud de Bernal       | General Lamadrid           | 7 de noviembre |

| Juventud de Bernal       | 3 - 1 | Centro Español        | Caseros y Almafuerte        | 14 de noviembre |
| Defensores de Cambaceres | 9 - 2 | Macabi                | Camino Rivadavia y Quintana | 14 de noviembre |
| ACIA                     | 1 - 1 | Juventud Unida        | Juan Pasquale               | 14 de noviembre |
| J.J. Urquiza             | 5 - 1 | Porteño AC            | Kelsey y Bonifacini         | 14 de noviembre |
| Central Argentino        | 2 - 2 | Defensores de Almagro | Central Argentino           | 14 de noviembre |
| Pilar                    | 3 - 4 | La Paternal           | San Juan y Córdoba          | 14 de noviembre |
| Muñiz                    | 2 - 3 | 9 de Julio            | Charlone y San Lorenzo      | 14 de noviembre |

| Macabi                | PP - GP | ACIA                     | La Bombonera               | 20 de noviembre |
| 9 de Julio            | 3 - 3   | General Lamadrid         | La Roche y Almirante Brown | 21 de noviembre |
| La Paternal           | 7 - 3   | Muñiz                    | Kelsey y Bonifacini        | 21 de noviembre |
| Defensores de Almagro | 2 - 1   | Pilar                    | Mitre y Ocampo             | 21 de noviembre |
| Porteño AC            | 4 - 1   | Central Argentino        | Whelan y Sarmiento         | 21 de noviembre |
| Juventud Unida        | 0 - 2   | J.J. Urquiza             | Charlone y San Lorenzo     | 21 de noviembre |
| Juventud de Bernal    | 2 - 3   | Defensores de Cambaceres | Caseros y Almafuerte       | 21 de noviembre |

| Defensores de Cambaceres | 2 - 1 | Centro Español        | Camino Rivadavia y Quintana | 28 de noviembre |
| ACIA                     | 1 - 0 | Juventud de Bernal    | Juan Pasquale               | 28 de noviembre |
| J.J. Urquiza             | 2 - 1 | Macabi                | Kelsey y Bonifacini         | 28 de noviembre |
| Central Argentino        | 3 - 4 | Juventud Unida        | Central Argentino           | 28 de noviembre |
| Pilar                    | 2 - 2 | Porteño AC            | San Juan y Córdoba          | 28 de noviembre |
| Muñiz                    | 2 - 4 | Defensores de Almagro | Charlone y San Lorenzo      | 28 de noviembre |
| General Lamadrid         | 2 - 2 | La Paternal           | General Lamadrid            | 28 de noviembre |

| Centro Español           | 1 - 0 | 9 de Julio        | Pepirí y Arana              | 5 de diciembre |
| Defensores de Almagro    | 5 - 1 | General Lamadrid  | Mitre y Ocampo              | 5 de diciembre |
| Porteño AC               | 2 - 5 | Muñiz             | Whelan y Sarmiento          | 5 de diciembre |
| Juventud Unida           | 8 - 1 | Pilar             | Charlone y San Lorenzo      | 5 de diciembre |
| Macabi                   | 2 - 4 | Central Argentino | General Lamadrid            | 5 de diciembre |
| Juventud de Bernal       | 2 - 2 | J.J. Urquiza      | Caseros y Almafuerte        | 5 de diciembre |
| Defensores de Cambaceres | 4 - 0 | ACIA              | Camino Rivadavia y Quintana | 5 de diciembre |

| ACIA              | 2 - 1  | Centro Español           | Juan Pasquale           | 8 de diciembre |
| J.J. Urquiza      | 2 - 2  | Defensores de Cambaceres | Kelsey y Bonifacini     | 8 de diciembre |
| Central Argentino | 2 - 3  | Juventud de Bernal       | Central Argentino       | 8 de diciembre |
| Pilar             | 10 - 1 | Macabi                   | San Juan y Córdoba      | 8 de diciembre |
| Muñiz             | 1 - 4  | Juventud Unida           | Charlone y San Lorenzo  | 8 de diciembre |
| General Lamadrid  | 1 - 2  | Porteño AC               | General Lamadrid        | 8 de diciembre |
| 9 de Julio        | 1 - 1  | La Paternal              | Sucre y De Las Carreras | 8 de diciembre |